# Acoustic Kitty
Acoustic Kitty (englisch für „akustische Mieze“) war in den 1960er Jahren ein Projekt des US-amerikanischen Auslandsgeheimdienstes CIA mit dem Ziel, Hauskatzen als Abhörgeräte einzusetzen.

## Hintergrund
Spätestens nach Enttarnung und Hinrichtung des Doppelagenten Oleg Penkowski durch die Sowjetunion im Jahr 1963 begann die Technical Services Division der CIA, an besserer Ausrüstung zu forschen. Zuvor erhielten Agenten noch die gleiche Ausrüstung wie im Zweiten Weltkrieg. Neben technologischen Innovationen wie einer Kamera, die man in einem Stift verstecken konnte, führte die CIA auch umstrittene Menschenversuche – etwa im MKULTRA-Programm – und Tierversuche durch, deren wissenschaftliche Aussagekraft im Nachhinein als gering beurteilt wird. Acoustic Kitty war eines der vielen Forschungsprojekte, die im Kalten Krieg verfolgt wurden.

## Projekt
Ursprünglich war geplant, einer Katze ein Halsband mit Mikrofon, Sender, Batterie und Antenne anzulegen. Mit der damaligen Technologie war es aber nicht möglich, ein solches Halsband unauffällig zu präparieren, und man befürchtete, dass bei Abnahme des Halsbandes die Geräte entdeckt würden. Daher entschied man sich, die Geräte direkt im Körper der Katze zu implantieren. Der Schwanz sollte hierbei als Antenne dienen, Batterien wurden im Abdomen eingesetzt, Mikrofone waren an der Hörschnecke platziert, um eine gewünschte Geräuschselektion zu erreichen, und entlang der Wirbelsäule liefen Drähte. Eine weitere Operation nahm man vor, um den Sexualtrieb und das Hungergefühl zu kontrollieren.
Neben den zwei Operationen mussten die Katzen für den Einsatz aufwendig trainiert werden. Schätzungsweise hat das Projekt 15 bis 20 Millionen US-Dollar gekostet.

## Einstellung
Das Projekt gilt als gescheitert und wurde 1967 eingestellt. Welche gesundheitlichen Folgen die Operationen hatten, wie viele Katzen trainiert wurden oder starben, wird im mittlerweile freigegebenen Abschlussbericht nicht erwähnt oder ist zensiert worden. An die Forscher sind trotz des Scheiterns lobende Worte vermerkt. Im Abschlussbericht ist von einer „bemerkenswerten wissenschaftlichen Errungenschaft“ (remarkable scientific achievement) die Rede. Man habe erfolgreich nachgewiesen, dass Katzen trainiert werden könnten, sich über kurze Strecken zu bewegen (Cats can indeed be trained to move short distances). Es sei nur in „echten, auswärtigen Situationen“ (real foreign situation) „unpraktisch“, die Katzen einzusetzen. Trotzdem seien der Einsatz und die Vorstellungskraft der beteiligten Wissenschaftler vorbildlich für wissenschaftliche Pioniere (whose energy and imagination could be models for scientific pioneers).
Es gibt widersprüchliche Angaben, welches Ereignis genau zur Einstellung geführt hat. Victor Machetti, ein ehemaliger CIA-Mitarbeiter, berichtet, dass die Acoustic Kitty einmal eingesetzt worden sei. CIA-Agenten seien in einem mit Technik gespickten Lieferwagen vor die sowjetische Botschaft in Washington, D.C., gefahren, um zwei sowjetische Diplomaten, die während einer Mittagspause auf einer Parkbank saßen, zu belauschen. Als man eine Katze auf die beiden Diplomaten losschickte, soll sie von einem Taxi überfahren worden sein. Nach Angaben eines anderen ehemaligen CIA-Mitarbeiters, Robert Wallace, sei Acoustic Kitty nie in den Einsatz gekommen, da es sich als unmöglich erwiesen habe, eine Katze in freier Umgebung zu kontrollieren. Man habe das Projekt vorzeitig beendet, die Implantate entfernt und die Katzen entlassen.
Der Abschlussbericht zu Acoustic Kitty wurde 2001 auf Grundlage des Informationsfreiheits-Gesetzes Freedom of Information Act freigegeben, ist aber in Teilen zensiert.